# Frechenhausen

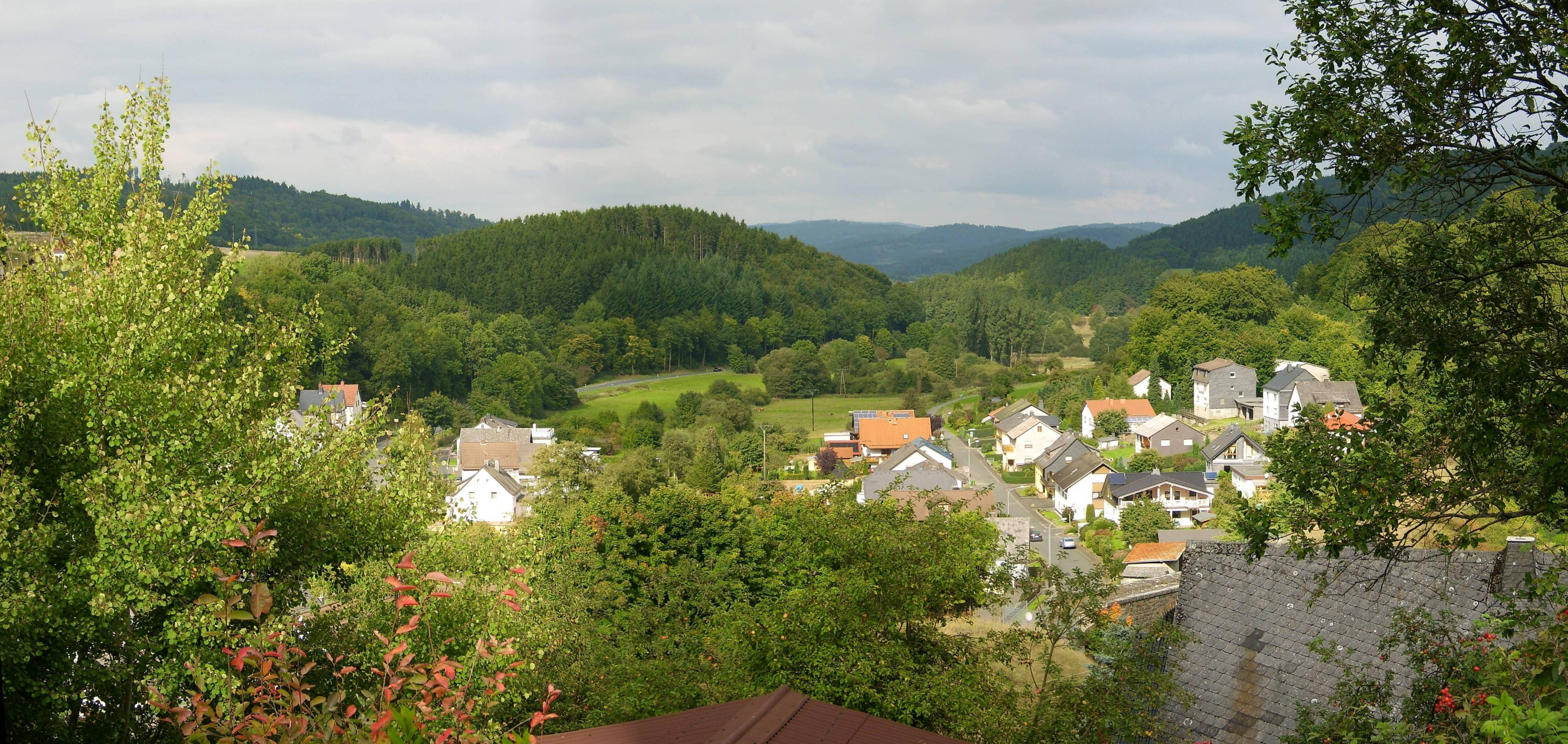
Das untere Gansbachtal bei Frechenhausen, im Hintergrund der Schwarzenberg und die Sackpfeife. Der Flusslauf ist links der Ortschaft, aber noch unterhalb der Landesstraße 3042 erkennbar.

Frechenhausen (mundartlich Frächehause) ist ein Dorf im Hessischen Hinterland und als solches der kleinste Ortsteil der Gemeinde Angelburg im mittelhessischen Landkreis Marburg-Biedenkopf.

## Geographie
Der Ort liegt im Tal der Gansbach, die am Bergstock Angelburg (609 m) entspringt und in Niedereisenhausen (Gemeinde Steffenberg) in die Perf mündet.

## Geschichte

### Ortsgeschichte
In der ersten urkundlichen Erwähnung um 1330 wurde Frechenhausen mit „Fritchinhusin“ als in der Herborner Mark gelegen bezeichnet. In einer Zusammenstellung der Erzdiözese Mainz um 1500 ist „Frehenthusen“ zu lesen. Im Jahr 1577 wurde Frechenhausen nach Lixfeld eingepfarrt und seit 1629 als Filialdorf zu Lixfeld geführt.
1637 heirateten zwei Töchter des Sebastian Bill aus Frechenhausen (Mühle) zwei Tischbein-Söhne; aus diesen beiden Ehen ging die berühmte Malerfamilie Tischbein hervor.
Die Statistisch-topographisch-historische Beschreibung des Großherzogthums Hessen berichtet 1830 über Frechenhausen:

„Frechenhausen (L. Bez. Gladenbach) evangel. Filialdorf; liegt 2 3⁄4 St. von Gladenbach, und gehört dem Freiherrn von Breidenstein, und hat 33 Häuser und 245 Einw., die bis auf 6 Kath. evangelisch sind. Man findet 2 Mahlmühlen, womit 1 Oelmühle verbunden ist. In frühern Zeiten kommt der Ort unter dem Namen Frehenthüsen vor.“

Die Kirche, ein zweigeschossiger Natursteinbau, wurde 1848 als Schule gebaut und bis 1965 auch als solche genutzt. Im Jahr 1976 begann der Umbau sowie Anbau des Glockenturms, Weihnachten 1977 konnte der erste Gottesdienst gefeiert werden.
Hessische Gebietsreform (1970–1977)
Im Zuge der Gebietsreform in Hessen wurde zum 1. April 1972, durch den Zusammenschluss der Nachbargemeinden Frechenhausen und Lixfeld, die neue Gemeinde Angelburg gebildet.

### Verwaltungsgeschichte im Überblick
Die folgende Liste zeigt die Staaten und Verwaltungseinheiten, denen Frechenhausen angehört(e):
- vor 1567 Heiliges Römisches Reich, Landgrafschaft Hessen, Amt Blankenstein, Grund Breidenbach
- ab 1567: Heiliges Römisches Reich, Landgrafschaft Hessen-Marburg, Amt Blankenstein, Grund Breidenbach[8]
- 1604–1648: Heiliges Römisches Reich, strittig zwischen Landgrafschaft Hessen-Darmstadt und Landgrafschaft Hessen-Kassel (Hessenkrieg)
- ab 1604: Heiliges Römisches Reich, Landgrafschaft Hessen-Kassel, Amt Blankenstein, Grund Breidenbach
- ab 1627: Heiliges Römisches Reich, Landgrafschaft Hessen-Darmstadt, Oberfürstentum Hessen, Amt Blankenstein, Grund Breitenbach (Obergericht; Gericht Lixfeld)[9][10]
- ab 1806: Großherzogtum Hessen,[Anm. 2] Fürstentum Oberhessen, Amt Blankenstein, Gericht Breitenbach[11]
- ab 1815: Großherzogtum Hessen, Provinz Oberhessen, Amt Blankenstein[12]
- ab 1821: Großherzogtum Hessen, Provinz Oberhessen, Landratsbezirk Gladenbach, Patrimonialgericht Grund Breidenbach[Anm. 3]
- ab 1832: Großherzogtum Hessen, Provinz Oberhessen, Kreis Biedenkopf
- ab 1848: Großherzogtum Hessen, Regierungsbezirk Biedenkopf
- ab 1852: Großherzogtum Hessen, Provinz Oberhessen, Kreis Biedenkopf
- ab 1867: Königreich Preußen,[Anm. 4] Provinz Hessen-Nassau, Regierungsbezirk Wiesbaden, Kreis Biedenkopf (übergangsweise Hinterlandkreis)[10]
- ab 1871: Deutsches Reich, Königreich Preußen, Provinz Hessen-Nassau, Regierungsbezirk Wiesbaden, Kreis Biedenkopf
- ab 1918: Deutsches Reich (Weimarer Republik), Freistaat Preußen, Provinz Hessen-Nassau, Regierungsbezirk Wiesbaden, Kreis Biedenkopf
- ab 1932: Deutsches Reich, Freistaat Preußen, Provinz Hessen-Nassau, Regierungsbezirk Wiesbaden, Kreis Dillenburg
- ab 1933: Deutsches Reich, Freistaat Preußen, Provinz Hessen-Nassau, Regierungsbezirk Wiesbaden, Kreis Biedenkopf
- ab 1944: Deutsches Reich, Freistaat Preußen, Provinz Nassau, Landkreis Biedenkopf
- ab 1945: Amerikanische Besatzungszone, Groß-Hessen,[Anm. 5] Regierungsbezirk Wiesbaden, Landkreis Biedenkopf
- ab 1946: Amerikanische Besatzungszone, Hessen, Regierungsbezirk Wiesbaden, Landkreis Biedenkopf
- ab 1949: Bundesrepublik Deutschland, Hessen, Regierungsbezirk Wiesbaden, Landkreis Biedenkopf
- ab 1968: Bundesrepublik Deutschland, Hessen, Regierungsbezirk Darmstadt, Landkreis Biedenkopf
- ab 1972: Bundesrepublik Deutschland, Hessen, Regierungsbezirk Darmstadt, Landkreis Biedenkopf, Gemeinde Angelburg
- ab 1974: Bundesrepublik Deutschland, Hessen, Regierungsbezirk Darmstadt, Landkreis Marburg-Biedenkopf, Gemeinde Angelburg
- ab 1981: Bundesrepublik Deutschland, Hessen, Regierungsbezirk Gießen, Landkreis Marburg-Biedenkopf, Gemeinde Angelburg

## Bevölkerung

### Einwohnerstruktur 2011
Nach den Erhebungen des Zensus 2011 lebten am Stichtag dem 9. Mai 2011 in Frechenhausen 765 Einwohner. Darunter waren 21 (2,7 %) Ausländer. Nach dem Lebensalter waren 135 Einwohner unter 18 Jahren, 312 zwischen 18 und 49, 135 zwischen 50 und 64 und 180 Einwohner waren älter. Die Einwohner lebten in 312 Haushalten. Davon waren 72 Singlehaushalte, 72 Paare ohne Kinder und 126 Paare mit Kindern, sowie 39 Alleinerziehende und 3 Wohngemeinschaften. In 69 Haushalten lebten ausschließlich Senioren und in 183 Haushaltungen lebten keine Senioren.

### Einwohnerentwicklung
| Quelle: Historisches Ortslexikon |                                                                              |
| • 1577:                          | 014 Hausgesesse                                                              |
| • 1630:                          | 016 Hausgesesse (4 zweispännige, 11 einspännige Ackerländer, 1 Einläuftige). |
| • 1677:                          | 009 Männer, 3 Witwen, 1 Jungmannschaft, 3 ledige Mannschaften                |
| • 1742:                          | 029 Haushalte                                                                |
| • 1791:                          | 161 Einwohner                                                                |
| • 1800:                          | 174 Einwohner                                                                |
| • 1806:                          | 177 Einwohner, 28 Häuser                                                     |
| • 1829:                          | 245 Einwohner, 33 Häuser                                                     |

| Frechenhausen: Einwohnerzahlen von 1791 bis 2011 | Frechenhausen: Einwohnerzahlen von 1791 bis 2011 | Frechenhausen: Einwohnerzahlen von 1791 bis 2011 | Frechenhausen: Einwohnerzahlen von 1791 bis 2011 | Frechenhausen: Einwohnerzahlen von 1791 bis 2011 |
| --- | ------------------------------------------------ | ------------------------------------------------ | ------------------------------------------------ | ------------------------------------------------ |
| Jahr |                                                  |                                                  |                                                  | Einwohner                                        |
| 1791 | 1791                                             |                                                  | 161                                              | 161                                              |
| 1800 | 1800                                             |                                                  | 174                                              | 174                                              |
| 1806 | 1806                                             |                                                  | 177                                              | 177                                              |
| 1829 | 1829                                             |                                                  | 245                                              | 245                                              |
| 1834 | 1834                                             |                                                  | 275                                              | 275                                              |
| 1840 | 1840                                             |                                                  | 281                                              | 281                                              |
| 1846 | 1846                                             |                                                  | 289                                              | 289                                              |
| 1852 | 1852                                             |                                                  | 305                                              | 305                                              |
| 1858 | 1858                                             |                                                  | 305                                              | 305                                              |
| 1864 | 1864                                             |                                                  | 246                                              | 246                                              |
| 1871 | 1871                                             |                                                  | 252                                              | 252                                              |
| 1875 | 1875                                             |                                                  | 264                                              | 264                                              |
| 1885 | 1885                                             |                                                  | 241                                              | 241                                              |
| 1895 | 1895                                             |                                                  | 247                                              | 247                                              |
| 1905 | 1905                                             |                                                  | 293                                              | 293                                              |
| 1910 | 1910                                             |                                                  | 429                                              | 429                                              |
| 1925 | 1925                                             |                                                  | 477                                              | 477                                              |
| 1939 | 1939                                             |                                                  | 597                                              | 597                                              |
| 1946 | 1946                                             |                                                  | 803                                              | 803                                              |
| 1950 | 1950                                             |                                                  | 771                                              | 771                                              |
| 1956 | 1956                                             |                                                  | 707                                              | 707                                              |
| 1961 | 1961                                             |                                                  | 735                                              | 735                                              |
| 1967 | 1967                                             |                                                  | 850                                              | 850                                              |
| 1980 | 1980                                             |                                                  | ?                                                | ?                                                |
| 1990 | 1990                                             |                                                  | ?                                                | ?                                                |
| 2000 | 2000                                             |                                                  | ?                                                | ?                                                |
| 2011 | 2011                                             |                                                  | 765                                              | 765                                              |
| Datenquelle: Historisches Gemeindeverzeichnis für Hessen: Die Bevölkerung der Gemeinden 1834 bis 1967. Wiesbaden: Hessisches Statistisches Landesamt, 1968. Weitere Quellen: ; Zensus 2011 |                                                  |                                                  |                                                  |                                                  |

### Konfessionsstatistik
| Quelle: Historisches Ortslexikon |                                                                   |
| • 1829:                          | 239 evangelische, 6 katholische Einwohner                         |
| • 1885:                          | 241 evangelische (= 100 %) Einwohner                              |
| • 1961:                          | 654 evangelische (= 88,98 %), 46 katholische (= 6,26 %) Einwohner |

### Erwerbstätigkeit
Quelle: Historisches Ortslexikon
| • 1867: | Erwerbspersonen: 112 Landwirtschaft, eine Forstwirtschaft, 13 Gewerbe und Industrie, zwei Handel, eine Gesundheitspflege, eine Erziehung und Unterricht, drei Gemeindeverwaltung |
| • 1961: | Erwerbspersonen: 104 Land- und Forstwirtschaft, 221 produzierendes Gewerbe, 37 Handel und Verkehr, 13 Dienstleistungen und sonstiges.                                            |

## Politik

### Ortsbeirat
- SPD: 2
- BGL/FWG: 2
- CDU: 1

Frechenhausen verfügt als Ortsbezirk über einen Ortsbeirat, bestehend aus fünf Mitgliedern, dessen Vorsitzender ein Ortsvorsteher ist.

### Wappen
Am 18. Mai 1962 genehmigte der Hessischen Minister des Innern das Wappen mit folgender Beschreibung:
| Wappen von Frechenhausen | Blasonierung: „In einem von Schwarz und Weiß schräglinks geteilten Schild zwei Sterne in verwechselten Farben.“ |
| Wappen von Frechenhausen | Wappenbegründung: In der Gemeinde Frechenhausen waren die Herren von Bicken, von Döring, von Hohenfeld und die Grafen von Wittgenstein begütert. Drei dieser Familien führten Wappen in den Grundfarben Schwarz und Weiß und zwei von ihnen einen Stern. |

## Verkehr
Der Haltepunkt Frechenhausen lag an der Scheldetalbahn. Diese ist stillgelegt.